# Yang Wei
Yang Wei (født 13. februar 1979) er en kinesisk badmintonspiller. Hun har tilsammen vundet to medaljer i OL, en guld fra Sommer-OL 2004 i Athen, og en sølv fra Sommer-OL 2000 i Sydney.